# 敏悉都

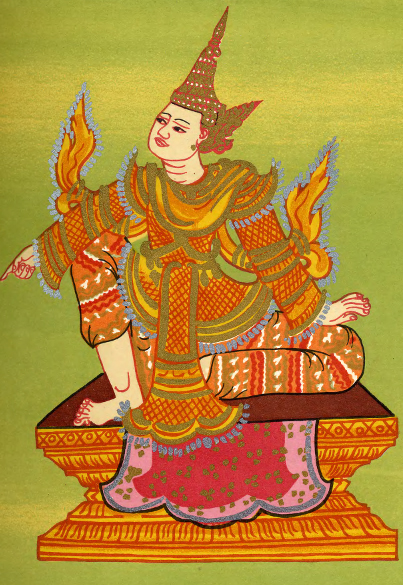
敏悉都

敏悉都（發音：[mɪ́ɴ sìθù]）是37尊緬甸神靈之一。他生前是緬甸蒲甘王朝國王阿隆悉都，晚年被次子那羅都謀殺。他一般被描繪成身著王家服飾、單膝豎起的坐姿男子。